# Khemis Sidi Yahya
Khemis Sidi Yahya (en àrab خميس سيدي يحيى, Ḫamīs Sīdī Yaḥyà; en amazic ⵅⵎⵉⵙ ⵙⵉⴷⵉ ⵉⵃⵢⴰ) és una comuna rural de la província de Khémisset, a la regió de Rabat-Salé-Kenitra, al Marroc. Segons el cens de 2014 tenia una població total de 6.673 persones.